# 永野愛
永野愛（日语：／ Nagano Ai，1974年8月13日—），日本女性配音員。出身於埼玉縣。BOOK SLOPE所屬。身高160cm。B型血。

## 經歷
永野愛在福岡縣、岡山縣、香川縣和埼玉縣長大。
小學的時候，《鄰家女孩》、《福星小子》《相聚一刻》等動畫很受歡迎，但當時她太喜歡《鄰家女孩》，就把每月500日圓的零用錢存起來，去看了電影《鄰家女孩》。那時候，她了解到了配音員這個職業，心想自己也想嘗試一下，就立志成為一名配音員。
拓殖大學畢業。出道時曾隸屬於Toritorio Office、Office CHK，之後在Wit promotion、Production Tokyo Drama House工作，2005年成為自由身。2014年6月30日至2017年3月31日隸屬於東京俳優生活協同組合。同年4月加入BOOK SLOPE。
其配音出道作是《甜心戰士F》的如月甜心。試鏡時，她最初試鏡的角色是秋夏子，但製片人似乎認為「如月甜心比秋夏子更適合」，並問她「妳能試試如月甜心嗎？」，最終她被選中出演了如月甜心一角。她曾經看過1973年版《甜心戰士》的重播，但因為看的時候自己年紀還小，所以對如月甜心並沒有留下「這個少女」或「這種聲音」的印象。她覺得「這或許反而對我在試鏡時有所幫助」。

## 人物
興趣：插花。特長：繪畫。
大學期間，她曾加入羽球社。

## 演出
粗體字表示主要角色。

### 電視動畫
1997年
- 甜心戰士F（如月甜心[11]）
- 金田一少年之事件簿（1997年—2014年，護士、女性、女服務生、白石美穗、吉長老師）2系列[系列 1]
- 天才小魚郎（美雪 等）
- （ 等）

1998年
- 丸少爺（1998年—2011年，明子、玉木）
- 動畫週刊DX！Mi-Pha-Pu（日语：アニメ週刊DX!みいファぷー）
  - 看我這一邊！蜜子（日语：こっちむいて!みい子）（小川優子 等）
  - 不可思議魔法藥店（日语：ふしぎ魔法ファンファンファーマシィー）（涉、飲助 等）
  - （ 等）
- 春庭家的第3人（日语：春庭家の3人目）（泡菜[12]、妖怪28號 等）
- 甜蜜小天使 (1998年版)（希波納、森山老師）

1999年
- 小魔女DoReMi（1999年—2003年，玉木麗香、玉木艾莉卡、瑪麗）4系列[系列 2]
- 神風怪盜貞德（鶇）
- 數碼寶貝大冒險（妖女獸）
- 炸彈人 彈珠人爆外傳V（少年寶）

2001年
- 數碼寶貝大冒險02（妖女獸）
- 數碼寶貝馴獸師（李小春、鳳麗花）
- 野野子（日语：ののちゃん）（宮部同學）

2002年
- 數碼寶貝04無限地帶（仙人掌獸老師、尼菲迪獸）

2003年
- 妮嘉尋親記（愛雲詩老師、彼得）
- 魔法少年賈修（2003年—2006年，花店店員、弘美、大波霸、達利亞、大海惠的經紀人、潔莉雪、倫）

2004年
- 光之美少女（2004年—2006年，竹之內吉美、探索精靈）2系列[系列 3]

2005年
- 甲蟲王者 森林居民的傳說（花的聲音、寄生森林居民、蟻蛉）
- 曙光少女（莉塔）

2006年
- 飛輪少年（旗袍女性、葛的姐姐）
- 數碼寶貝拯救隊（黑崎美樹）
- 工作狂人（松方弘子的朋友、按摩店店長）

2007年
- Yes！光之美少女5（2007年—2009年，秋元小町／薄荷天使[13]、秋元圓）2系列[系列 4]

2012年
- 美食獵人TORIKO（2012年—2013年，梅莉亞、普金）

2014年
- Happiness Charge 光之美少女！（薄荷天使）

2017年
- 虎面人W（痛苦之狐[14]）

2022年
- 更多！認真地不認真的怪傑佐羅力（松鼠田胡桃[15]）

2023年
- 希望之力 ～成年光之美少女'23～（秋元小町[16]、秋元圓）

### 電影動畫
1997年
- 劇場版 甜心戰士F（如月甜心）

1999年
- 劇場版 數碼寶貝大冒險（小孩）

2000年
- 劇場版 小魔女DoReMi#（玉木麗香）

2001年
- 劇場版 數碼寶貝03馴獸師之王（2001年—2002年，李小春、鳳麗花）2作品[系列 5]

2007年
- 劇場版 光之美少女[[[Wikipedia:格式手册/链接#章節|錨點失效]]] 系列（2007年—2021年）

（秋元小町／薄荷天使）7作品
（秋元小町／薄荷天使／薄荷天使〈彩虹〉）1作品
2011年
- 手塚治虫的佛陀 -美麗的紅色沙漠！-

2020年
- 尋找小魔女DoReMi（長瀨空的同學）

### OVA
- 同窗會Yesterday Once More（日语：同窓会 (ゲーム)#同窓会 Yesterday Once More（アニメ））（1997年，狩野真琴）
- 小魔女DoReMi 童年秘密篇（2004年，玉木麗香、瑪麗）
- Re:甜心戰士（2004年，閃光）
- switch（日语：switch (naked apeの漫画)）（2008年，職員）

### 遊戲
1997年
- Photogenic（日语：フォトジェニック (ゲーム)）（織原海）

1998年
- 到達海灘！（志藤京香）
- 孿生物語（日语：ツインズストーリー きみにつたえたくて…）（桐山鏡子）
- 虹色閃爍 ～咕嚕咕嚕大作戰～（瑪姬）
- 初戀情人節 SPECIAL（山縣南美）
- Full House ～女優物語～（伽利略）[20]
- 求婚大作戰（櫻澤奈奈）
- 星之丘學園物語 學園祭（日语：星の丘学園物語 学園祭）（雪柳）

1999年
- 有朝一日到重疊的未來（日语：いつか、重なりあう未来へ）（維爾·米哈伊洛芙娜）
- Spiritual Soul（尤尼）
- 真愛故事2（日语：トゥルー・ラブストーリー#トゥルーラブストーリー2）（森下茜）
- BOYS BE… 2nd Season（鈴木紗英）
- 小魔女大作戰（日语：魔女っ子大作戦）（利里奧）

2000年
- Punch Mania 北斗神拳2 激鬥修羅之國篇

2001年
- 真愛故事3（日语：トゥルー・ラブストーリー#トゥルーラブストーリー3）（美坂綾菜）

2002年
- 小魔女DoReMi 大合奏！彩虹色樂園（玉木麗香、玉木艾莉卡）
- 銃武者羅

2004年
- 小魔女Adventure～秘密的魔法（日语：おジャ魔女あどべんちゃ〜ないしょのまほう）（玉木麗香）[注 1]
- 魔法少年賈修 友情的電擊2（日语：金色のガッシュベル!! うなれ!友情の電撃2）（達利亞、大波霸）
- 魔法少年賈修 激鬥！最強的魔物們（日语：金色のガッシュベル!! 激闘!最強の魔物達）（達利亞）
- 北斗神拳 激打2 ～打字霸王～（尤莉亞（日语：ユリア (北斗の拳)））[注 1]

2005年
- 魔法少年賈修 GO！GO！魔鬼戰鬥!!（大波霸）
- 光之美少女 Max Heart 認真嗎？認真的!? 戰鬥 de IN 不是假的

2006年
- 數碼寶貝拯救隊 外傳任務（日语：デジモンセイバーズ アナザーミッション）（黑崎美樹、兒童A）

2007年
- Yes！光之美少女5（秋元小町／薄荷天使）

2011年
- Magica★Magica（小森陽菜）

2015年
- 勇氣之劍×火焰之魂（日语：ブレイブソード×ブレイズソウル）[21]（阿加特拉姆、剎帝利、阿加特拉姆＝史卡）

2017年
- 聖火降魔錄 英雄雲集（2017年—2024年，亞美利雅、盧特）
- 光之美少女連線消除（日语：プリキュア つながるぱずるん）（秋元小町／薄荷天使）

2019年
- Action對魔忍（津志魔伊吹）

2021年
- 魔法氣泡!! Quest（日语：ぷよぷよ!!クエスト）（薄荷天使[22]）

### 外語配音

#### 電影
- 殺人渡假屋

#### 動畫
- 尿布一族

### 電影
- 大日本人（Don't Touch Me的聲音）

### 廣播節目
- 永野愛的文化祭實行委員會
- 愛與光央的！維生素電台
- 千惠與愛的夢想玩具BOX

### 廣播劇CD
- 到達海灘！愛的一擊（志藤京香）
- Baccano！（瑞秋）
- 龍的溫柔殺伐
- 小魔女DoReMi 17 限定版（玉木麗香）
- Re:甜心戰士 新錄CD廣播劇特別篇『和』之卷（於《Re:甜心戰士》Blu-ray收錄）

### 音樂CD、角色歌曲
- 甜心戰士F 歌曲集（日语：キューティーハニーF ソングコレクション）
- 甜心戰士 歌曲集 特別版（日语：キューティーハニー SONG COLLECTION SPECIAL）
- 數碼寶貝03馴獸師之王 Best Tamers(8) 李小春&黑大耳獸
  - （季小春）
  - （李小春、黑大耳獸（CV：多田葵）)
- Yes！光之美少女5 歌唱專輯1 ～青春少女LOVE&DREAM～（日语：Yes!プリキュア5/5GoGo! サウンドアルバム#ボーカルアルバム）
  - （光之美少女5）
  - （秋元小町）
- Yes！光之美少女5 歌唱專輯2 ～VOCAL EXPLOSION！～
  - 信頼（秋元小町）
  - （夢原美美（CV：三瓶由布子）&光之美少女5）
  - （歌：宮本佳那子、合音：光之美少女5）
- Yes！光之美少女5GoGo！歌唱專輯2 SWITCH ON！ ～世界正在擴展～
  - （秋元小町（CV：永野愛）&水無月香戀（CV：前田愛）)
  - （光之美少女5plus 露米（CV：仙台惠理）、合音：Cure Quartet）
- 光之美少女多彩收藏（日语：プリキュアカラフルコレクション#キラキラ☆シトラス）

### 其它
- 巴斯光年的天文沖擊波（日语：バズ・ライトイヤー (アトラクション)#東京ディズニーランド）（廣播）

## 腳註

## 外部連結
- 永野愛｜BOOK SLOPE （页面存档备份，存于） （日語）
- 永野愛的X（前Twitter） （日語）